# ترسیم فنی

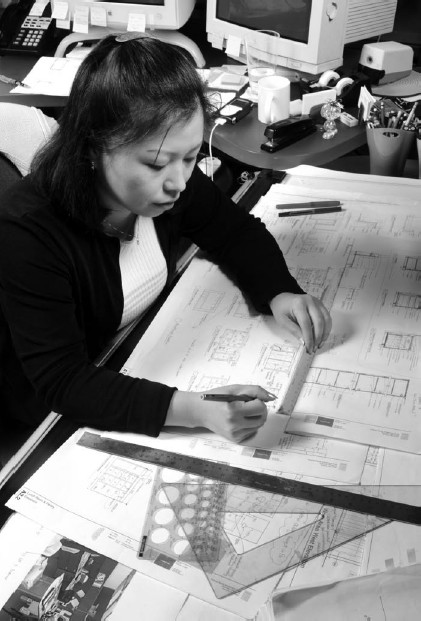
تصویری از یک نقشه‌کش

ترسیم فنی در رشته‌های فنی، رسمِ نوعی تصاویر ساده‌شدهٔ خاص به نام نقشه است که برای انتقال ایده‌ها استفاده می‌شوند و نوعی زبان ترسیمی به شمار می‌آیند. نقشه‌کشی ترکیبی از ترسیمات تک‌تصویری سه‌بعدی و ترسیمات چندتصویری دوبعدی است.

## انواع نقشه
نقشه های متفاوتی در صنعت وجود دارد که هر یک ویژگی خاص خود را دارد.
- نقشه با دست ازاد (sketch) یا (پیش‌طرح)

پیش‌طرح نقشه اولیه‌ای که طراح از ذهن خود یا در هنگام نقشه‌برداری از روی یک قطعه ترسیم می کند نقشه‌های دستی نامیده می‌شود که این‌گونه نقشه‌ها دقیق نیست.
- کروکی

در این نقشه هم میتوان با دست و هم با ابزار و شابلون رسم شود. در این نقشه بیشتر موقعیت اجسام و مکان‌ها نسبت به هم نمایش داده می‌شود.
- نقشه اختصاری

برای معرفی و نمایش قطعات پیچیده و پر کاربرد، شکل مفید و مختصری طراحی و استاندارد شده است که در رشته های مختلف فروانی بسیاری دارد.
- نقشه هندسی

اگر برای رسم نقشه ها از ابزار، لوازم و اصول هندسی نقسه کشی به صورت دقیق استفاده کنیم، ان نقشه را هندسی میگویند. این نقشه ها دارای مقیاس و اندازه های دقیق هستند.
- نقشه شماتیک

به جای تصویر کشیدن واقعی یک دستگاه، می توان از ترسیم نماد های کلی استفاده کرد که نیازی به بیان جزئیات آن مجموعه نیست. برای مثال در نقشه مترو ایستگاه ها را با یک نقطه نمایش می دهند؛ با وجود اینکه نقطه شباهتی به ایستگاه واقعی ندارد.
- نقشه سه بعدی

برای نمایش و تجسم اجسام می توان نقشه های دو بعدی را به سه بعدی تبدیل کرد تا سریع تر و آسان تر درک شوند.
- نقشه انفجاری

برای نمایش ارتباط اجزا  و چگونگی مونتاژ قطعات یک مجموعه از نقشه های انفجاری سه بعدی استفاده میکنند.

## پیشینه
همزمان با ساخت سرپناه توسط انسان اولیه، که معماری نیز آغاز شده‌بود، طراحی ساختمان نیز عنوان شد. طراحی ساختمان نیاز به تهیهٔ نقشه و تعبیر و تفسیر و خواندن نقشه می‌داشت.
مصریان برای اندازه‌گیری فواصل افقی میان دو نقطه از ابزارهایی چون طناب، ترازو گونیا و بعدها خط‌کش و پرگار استفاده کردند. ساختار چهارگوش منظم هرم بزرگ جیزه در مصر (۲۷۰۰ پیش از میلاد) خبر از وجود نقشه‌کشی در آن دوران می‌دهد.
همچنین بناهای به جا مانده در ایران باستان چون زیگورات چغازنبیل و تخت‌جمشید نیز نشان از وجود نقشه‌کشی در ایران باستان است. ایرانیان باستان جایگاه به سزایی در پایه‌گذاری دانش نقشه‌برداری در جهان داشته‌اند. اکتشافات دریایی در دوران گذشته و توانایی تعیین عرض جغرافیایی همگی نشان از این دارند. هرچند برای تعیین طول جغرافیایی با دشواری مواجه بودند. برای سفرها در آن دوران به نقشه نیاز بوده‌است، که این نقشه‌ها معمولاً بدون توجه به فواصل رسم می‌شده‌اند.
دانشمندان ایرانی با بهره از استرلاب، عرض جغرافیایی و با کاربرد ساعت آبی، طول جغرافیایی را اندازه‌گیری می‌کردند. ابوریحان بیرونی دانشمند بزرگ ایرانی پیرامون روش‌های اندازه‌گیری نجومی و فواصل میان شهرها، مطالعات فراوانی انجام داد. در گذشته نقشه‌برداران برای مشخص کردن فاصله و زاویه وسایلی ساخته بودند که از جمله اولین‌های آن‌ها می‌توان به ریسمان اشاره کرد. برای مشخص کردن تراز افقی از تراز (ترازهای گوناگون در طول تاریخ) استفاده می‌شد. کهن‌ترین این ترازها، تراز آبی بوده‌است که گونهٔ امروزی آن همان شیلنگ‌تراز است که امروزه به کار می‌رود.
پیشرفت در تهیهٔ نقشه‌ها تا سدهٔ ۱۶ میلادی رشد چندانی نداشته‌است. از سدهٔ ۱۶ به بعد نقشه‌ها دقیق‌تر و علمی‌تر شدند. در زمان ناپلئون (سال ۱۷۹۸ میلادی) مهندسی فرانسوی به نام گاسپارد مونژ کتابی به نام هندسهٔ ترسیمی را نوشت که این کتاب اساس و پایهٔ نقشه‌کشی فنی قرار گرفت. از او به عوان بنیان‌گذار نقشه‌کشی نوین (مدرن) یاد می‌شود.
در سال ۱۸۲۵ برای نخستین بار نقشه‌ها با عکس تهیه شدند.

## نگارخانه

## نرم افزارهای نقشه کشی
برای نقشه کشی ،همانند سایر امور و علوم ، نرم افزارهای خاصی وجود دارد که به طراحان و مهندسین برای رسم هر چه دقیق تر نقشه ها کمک می کنند.نرم افزارهایی همچون اتوکد،کتیا،سالیدورکز،تری دی مکس و غیره را می توان نام برد.

## نقشه‌های چون ساخت
نقشه های چون ساخت یا ازبیلت به نقشه های سازه ای گفته می شود که از وضعیت موجود و اجرا شده سازه برداشت می شود و معمولا با نقشه های اجرایی متفاوت است. غالبا کارفرما (بسته به اهمیت و بزرگی) در انتهای هر فاز از پیمانکار درخواست نقشه های ازبیلت را می کند تا برای اجرای مراحل بعد مورد استفاده قرار دهد.
نقشه‌های‌های ازبیلت به دو علت تهیه می گردد:
1- خطای حین اجرا: به عنوان مثال در پروژه‌ای پس از برداشت نقشه‌های ازبیلت فونداسیون مشخص شد در یکی از آکس‌ها محور ستون به اندازه دو سانتی‌متر از موقعیت اصلی خود جابجا اجرا شده‌است. بنابراین برای تهیه نقشه‌های شاپ دراوینگ از نقشه‌های ازبیلت فونداسیون استفاده شده تا تغییر فوق لحاظ گردد.
2-تغییرات اعمال شده قبل و حین اجرا بر روی نقشه‌های اجرایی با تأیید کارفرما: به عنوان مثال در اجرای یک خط انتقال آب در داخل شهر، قبل از اجرا متوجه وجود تاسیسات دیگر در تراز خط اجرایی (طبق نقشه ها) شدیم و به همین خاطر باید ارتفاع خط تغییر کند و این کار باعث تغییر نقشه‌ها می گردد و برای همین نقشه همچون ساخت تهیه می گردد تا ارتفاع واقعی خط لوله برای نگهداری و تعمیرات معلوم باشد.
یکی از عوامل تهیه همچون ساخت این است که شاید مشکلی در اجرا پیش بیاد و این کار باعث بشه کار در حین اجرا در نقشه تغییراتی پیش بیاد برای همین بعد از مراحل یا بعد از اتمام پروژه اقدام به تهیه نقشه‌های همچون ساخت می نمایند. 
به عنوان مثال در اجرای یک خط انتقال آب در داخل شهر ، قبل از اجرا متوجه وجود تاسیسات دیگر در تراز خط اجرایی (طبق نقشه ها) شدیم و به همین خاطر باید ارتفاع خط تغییر کند و این کار باعث تغییر نقشه‌ها می گردد و برای همین نقشه همچون ساخت تهیه می گردد تا ارتفاع واقعی خط لوله برای نگهداری و تعمیرات معلوم باشد.
نقشه‌های چون ساخت (As Built) نقشه‌ای است که اصلاحات انجام شده بر روی نقشه‌ها ی تأیید شده برای ساخت (AFC)  را نشان می‌دهد. این اصلاحات ناشی از تغییرات با (داشتن مجوز) برای سهولت یا برخورد با تجهیز دیگر یا  بر اثر خطا در اجرا می‌باشد. این مدارک نشان دهنده آنچه ساخته شده‌است می‌باشد.
نقشه‌های چون ساخت فاز مهمی را ارائه می‌دهد به این دلیل که شامل اطلاعات بروز شده مدارک در سایت می‌باشد که جهت مدیریت پیش راه اندازی، عملیات، نگهداری و تعمیرات ضروری است  برای تهیهٔ مدارک چون ساخت می‌باشد که شامل اصلاحاتی که در کارگاه بر روی مدارک صادر شده توسط بخش مهندسی نقشه‌برداری، صورت می‌گیرد.